# Sumas Mountain (British Columbia)
Der Sumas Mountain, auch Canadian Sumas genannt, um ihn von einem namensgleichen, nur 10 km entfernten Berg im Whatcom County im US-Bundesstaat Washington zu unterscheiden, ist ein 910 m hoher Berg mit einer Schartenhöhe von 875 m in der kanadischen Provinz British Columbia.

## Geographie
Der Sumas Mountain liegt im östlichen Fraser Lowland in der Region Lower Mainland von British Columbia. Er liegt am Südufer des Fraser River, westlich des kleineren Chilliwack Mountain gegenüber der Mündung des Vedder River und dient als geographische Landmarke, welche das Fraser Valley in ein „Oberes“ und ein „Unteres“ teilt. Der offizielle Name für den Gipfel lautet Sumas Peak, der zwischen Abbotsford und Chilliwack entlang des Chadsey Lake verortet wird.
Der Berg wird vom Vedder Mountain in den North Cascades durch den entwässerten Sumas Lake getrennt, welch letzterer heute eine Ebene ist, die sogenannte Sumas Prairie. Diese ist Teil der größeren Schwemmebene des Fraser-River-Beckens. Westlich des Sumas Mountain befindet sich die Matsqui Prairie, eine weitere Schwemmebene; ähnliche Landschaften finden sich nördlich des Fraser, welcher an der Nordflanke vorbei fließt, mit der Nicomen Island und der Hatzic Prairie.
Das urbane Gebiet von Abbotsford liegt westlich des Berges; eine Reihe von dessen Vorstädten reicht bis an den Berg, insbesondere Clayburn. Im zentralen Teil des Berges lag die Gemeinde Straiton, 1904 offiziell benannt nach Thomas Bell Straiton, der auf dem Sumas Mountain 1893 ein Gehöft errichtete sowie einen Laden und ein Postamt eröffnete. Die höheren östlichen Gefilde thronen über Greendale, einer Gemeinde innerhalb der City of Chilliwack, und bestehen größtenteils aus Wildnis.

## Schutzgebiete und Wirtschaft
Der Sumas Mountain Regional Park liegt in den höheren, nördlichen Gefilden des Berges. Historisch gesehen wurde auf dem Berg Landwirtschaft (Tier- und Pflanzenzucht) betrieben, ebenso Forstwirtschaft (Holzeinschlag) und Bergbau (insbesondere Ton ‒ engl. clay ‒ für Ziegel), welche der Gemeinde Clayburn zu Aufschwung verhalf. Landwirtschaft, Kiesabbau und Forstwirtschaft werden bis heute auf dem Berg betrieben. Am Südhang befindet sich das Reservat der Sumas First Nation.
Am Berg ist der McDonald Park eingerichtet, ein Lichtschutzgebiet, das vor der von den nahegelegenen Städten Abbotsford, Chilliwack und Mission ausgehenden Lichtverschmutzung schützen soll.

## Name
„Sumas“ ist ein Wort aus dem Halkomelem, das „eine große Ebene öffnet sich“ bedeutet und sich auf das Gebiet der Sumas Prairie südlich des Berges bezieht, den früheren Sumas Lake. Eine im 19. Jahrhundert übliche Schreibweise von Sumas war „Smess“; Simon Frasers Aufzeichnungen enthalten den Namen „shemotch“.

## Galerie

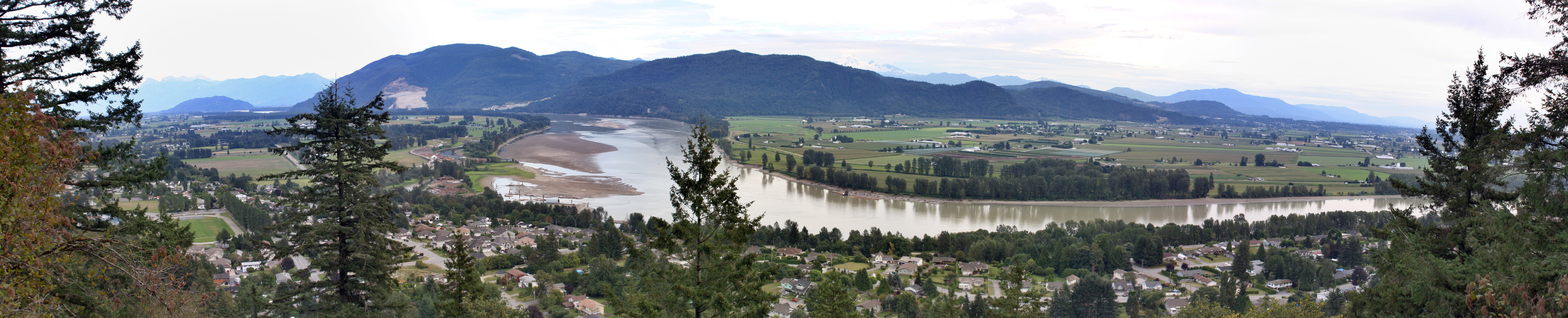
Sumas Mountain vom Kliff über dem Stadtteil Hatzic in Mission aus